# Mère corbeau
Mère corbeau (en allemand : Rabenmutter [ˈʁaːbn̩ˌmʊtɐ]) est une expression péjorative de la langue allemande visant à dévaloriser une mère de famille jugée comme négligente envers ses enfants car elle poursuit sa carrière professionnelle en parallèle de sa maternité. Il est à rapprocher des termes francophones de « mère indigne » ou de « mauvaise mère ».
La banalisation de l'usage de cette expression, infamante pour les mères, jouerait un rôle dans la démographie allemande selon certains sociologues et démographes, contraignant les femmes allemandes à choisir entre maternité et carrière professionnelle plutôt qu'à conjuguer les deux. De nombreuses femmes actives renonceraient ainsi à avoir des enfants de crainte de se retrouver dénigrées socialement.
Alors que l'expression française est souvent utilisée pour traduire l'allemand, il existe en espagnol mexicain l'expression Mamá cuervo qui a un sens diamètralement opposé à l'expression allemande : elle désigne une mère aimante qui place l'intérêt de ses enfants avant tout. Elle est à rapprocher de l'expression nord-américaine de parent hélicoptère. 

## Origine
La première mention documentée du terme a lieu en 1350 sous la plume de Konrad von Megenberg dans son ouvrage Buch von den natürlichen Dingen. C'est dans la société allemande entre la Renaissance et l'Aufklärung une façon de faire de l'amour maternel un devoir sous peine de mauvaise réputation.
Ce terme trouverait son origine dans l'ancien testament, dans le livre de Job 38:41, où il est écrit « Qui prépare au corbeau sa provende, quand ses petits crient vers Dieu et titubent faute de nourriture ? ». Martin Luther a employé le terme, en traduisant le livre de Job en allemand.
La métaphore biblique tient sans doute aux oisillons tombés du nid. Mais selon l'ornithologue Julian Heiermann, membre du Naturschutzbund Deutschland, cette référence dépréciative aux corbeaux ne pourrait pas être plus contraire à la réalité : « les corbeaux sont des oiseaux aux petits soins pour leur progéniture, des parents exemplaires ». Le corbeau est un oiseau nidicole dont les petits sont très vulnérables et entièrement dépendants des adultes pendant plusieurs semaines ce qui contraint ces derniers à s'en occuper sans relâche. Julian Heiermann compare le corbeau avec la poule, « dont le temps consacré à ses poussins lui laisse beaucoup plus de temps libre ».